# Хаа (дзонгхаг)
Хаа (дзонґ-ке ཧཱ་རྫོང་ཁག་) — дзонгхаг у Бутані, відноситься до Західного дзонгдею. Адміністративний центр — Хаа.

## Географія
Дзонгхаг Хаа знаходиться в західному Бутані, в долині річки Хаа, відокремленої від долини Паро хребтом. У зв'язку з тим, що дзонгхаг на півночі межує з Тибетським автономним районом КНР у відносно легкодоступній місцевості, в ньому знаходиться індійська військова база. З 2002 року дзонгхаг Хаа відкритий для туристів. 
Частина дзонгхагу, включаючи населені пункти Хларі, Сангбай та Шарісанг, розташована в природоохоронній зоні Торса (англ. Toorsa Strict Nature Reserve).

## Адміністративний поділ

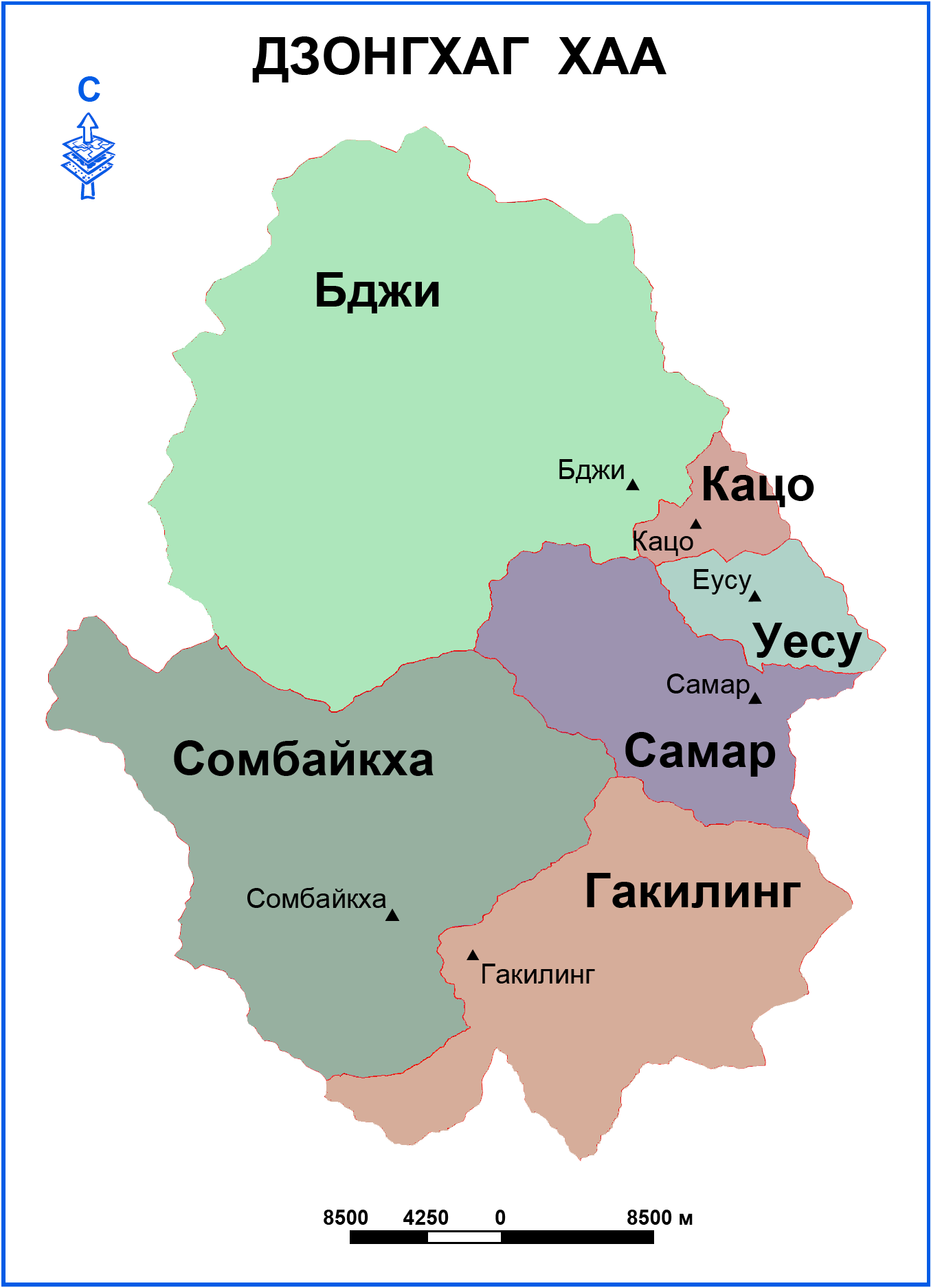
Гевоги дзонгхагу Хаа

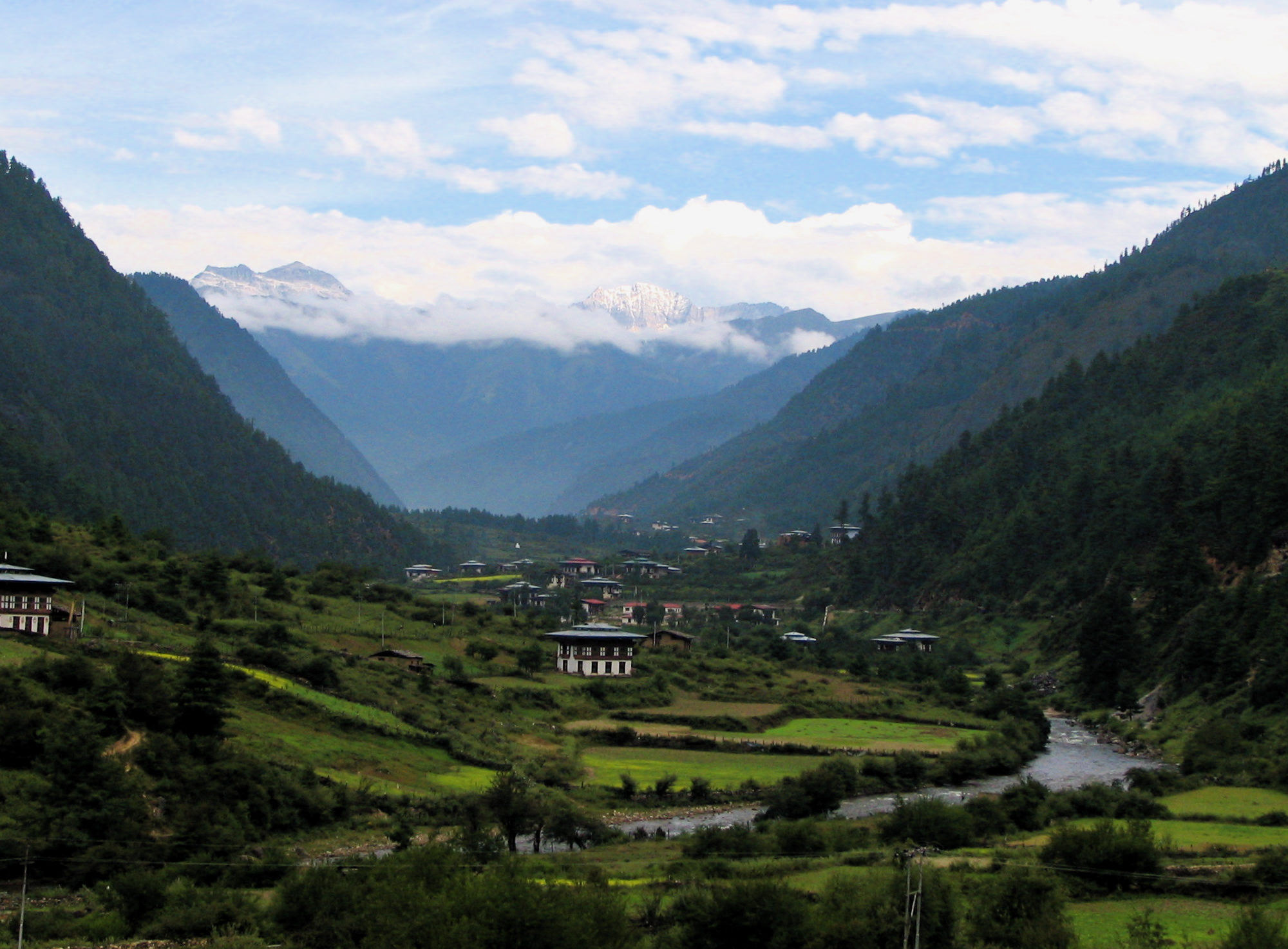
Долина Хаа, вид у північному напрямку. Вересень 2006.

До складу дзонгхагу входять 6 гевогів:
- Бджі
- Гакілінг
- Кацо
- Самар
- Сомбайкха
- Уєсу